# ARA-gebied
ARA is de afkorting van het havengebied van de steden Amsterdam, Rotterdam en Antwerpen. Bij het boeken van vrachtcapaciteit wordt een referentietarief gesteld voor deze locaties. ARA is 's werelds meest geboekte locatie voor standaard scheepvaartroutes voor zogenoemde dry bulk zoals steenkool en graan. Afhankelijk van de context worden met deze term soms ook de goederenhavens langs de hele Nederlandse en Belgische kustlijn bedoeld en eventueel ook een strook van het achterland bedoeld. De website Bunkerworld rekent tot dit gebied bijvoorbeeld:
- Haven van Delfzijl
- Zeehavengebied en Merwedehaven van Dordrecht
- Hansweert – aan de Westerschelde en het Kanaal door Zuid-Beveland
- Zelzate – aan het Kanaal Gent-Terneuzen
- Westhinder Offshore – een offshore bunkerfaciliteit
- Haven van Oostende – de meest westelijke van de genoemde havens, in het Nauw van Calais